# Discografia de Estelle
Este artigo é a discografia da cantora e rapper britânica Estelle.
The 18th Day é o primeiro álbum de estúdio da cantora de hip-hop Estelle. A primeira edição foi lançada em 18 de Outubro de 2004 e a segunda edição em 4 de abril de 2005. Ele inclui os singles "1980", "Free" e "Go Gone".
Shine é o segundo álbum de estúdio da cantora de hip hop Estelle. O álbum foi lançado em 31 de março de 2008 com o primeiro single, "Wait a Minute (Just a Touch)", lançado em novembro de 2007. O segundo single, "American Boy", com Kanye West alcançou o número um no UK Singles Chart em downloads e foi lançado fisicamente em 24 de março. Shine foi certificado de ouro no Reino Unido, denotando 100.000 cópias vendidas.
All Of Me é o terceiro álbum de estúdio de Estelle. Foi lançado em 24 de fevereiro de 2012, apoiado 
pelo single principal "Break My Heart", com participação de Rick Ross. O álbum também incluiu o single "Thank You", que foi indicado aos GRAMMYs na categoria Melhor Performance de R&B.
True Romance é o quarto álbum de estúdio de Estelle. O álbum foi lançado em 17 de fevereiro de 2015, pela Established 1980 Records. O álbum foi apoiado pelos singles "Make Her Say" e "Conqueror".
Estelle participou da série televisiva Empire, em que cantou "Conqueror" com Jussie Smollett. Foi seu maior sucesso desde "American Boy".
Lovers Rock é o quinto álbum de estúdio da cantora inglesa Estelle. Foi lançado em 7 de setembro de 2018, pela Established 1980 Records. O álbum foi apoiado pelos singles "Love Like Ours", que apresenta o cantor jamaicano Tarrus Riley, e "Better". O álbum teve foco apenas em Reggae.

## Discografia

### Álbuns
| Ano  | Álbum                                   | Performance | Performance | Performance | Performance | Performance | Performance | Vendas                  |
| Ano  | Álbum                                   | UK          | IRE         | AUS         | FRA         | USA         | US R&B      | Vendas                  |
| ---- | --------------------------------------- | ----------- | ----------- | ----------- | ----------- | ----------- | ----------- | ----------------------- |
| 2004 | The 18th Day - Gravadora: V2 Records    | 35          | —           | —           | —           | —           | —           | - : 40,000              |
| 2008 | Shine - Gravadora: Atlantic Records     | 6           | 46          | 61          | 18          | 38          | 6           | - : 100,000 - : 300,000 |
| 2012 | All of Me - Gravadora: Atlantic Records | —           | —           | 20          | —           | 28          | 9           | - : 20,000 - : 205,000  |

## Singles
| Ano  | Single                                               | Melhor posição | Melhor posição | Melhor posição | Melhor posição | Melhor posição | Álbum        |
| Ano  | Single                                               | UK             | IRE            | AUS            | USA            | CAN            | Álbum        |
| ---- | ---------------------------------------------------- | -------------- | -------------- | -------------- | -------------- | -------------- | ------------ |
| 2004 | "1980"                                               | 14             | —              | 36             | —              | —              | The 18th Day |
| 2004 | "Free"                                               | 15             | 50             | 49             | —              | —              | The 18th Day |
| 2005 | "Go Gone"                                            | 32             | —              | —              | —              | —              | The 18th Day |
| 2007 | "Wait a Minute (Just a Touch)" (featuring will.i.am) | —              | —              | —              | —              | —              | Shine        |
| 2008 | "American Boy" (featuring Kanye West)                | 1              | 2              | 3              | 9              | 9              | Shine        |
| 2008 | "No Substitute Love"                                 | 30             | 41             | —              | —              | —              | Shine        |
| 2008 | "Pretty Please (Love Me)" (featuring Cee-Lo Green)   | —              | —              | —              | —              | —              | Shine        |
| 2008 | "Come Over" (Remix) (featuring Sean Paul)            | —              | —              | —              | —              | —              | Shine        |
| 2010 | "Freak" (featuring Kardinal Offishall)               | 103            | —              | —              | —              | 83             | All of Me    |
| 2010 | "Fall in Love" (featuring Nas)                       | —              | —              | —              | —              | —              | All of Me    |
| 2011 | "Break My Heart" (featuring Rick Ross)               | —              | —              | —              | —              | —              | All of Me    |

## Colaborações
| Ano  | Single e artista                                                | Melhor posição | Melhor posição | Melhor posição | Melhor posição | Melhor posição | Melhor posição | Álbum                                 |
| Ano  | Single e artista                                                | RU             | AUS            | SUE            | IRL            | EU             | EU R&B         | Álbum                                 |
| ---- | --------------------------------------------------------------- | -------------- | -------------- | -------------- | -------------- | -------------- | -------------- | ------------------------------------- |
| 2002 | "Uptown Top Rankin" (Joni Rewind featuring Estelle)             | —              | —              | —              | —              | —              | —              | —                                     |
| 2002 | "Trixstar" (Blak Twang featuring Estelle)                       | 54             | —              | —              | —              | —              | —              | Kik Off                               |
| 2002 | "Touch Me, Tease Me" (3SL featuring Estelle)                    | 16             | —              | —              | —              | —              | —              | —                                     |
| 2004 | "Drop Me In The Middle" (Natasha Bedingfield featuring Estelle) | —              | —              | —              | —              | —              | —              | Unwritten                             |
| 2005 | "Outspoken Part 1" (Ben Watt featuring Estelle & Baby Blak)     | 74             | —              | —              | —              | —              | —              | —                                     |
| 2005 | "Why Go?" (Faithless featuring Estelle)                         | 49             | —              | —              | —              | —              | —              | Forever Faithless - The Greatest Hits |
| 2005 | "Kaysarasara" (Kardinal Offishall featuring Estelle)            | —              | —              | —              | —              | —              | —              | Fire and Glory                        |
| 2008 | "Guilty As Charged" (Gym Class Heroes featuring Estelle)        | —              | —              | —              | —              | —              | —              | The Quilt                             |
| 2008 | "Due Me a Favour" (Kardinal Offishall featuring Estelle)        | —              | —              | —              | —              | —              | —              | Not 4 Sale                            |
| 2009 | "One Love" (David Guetta featuring Estelle)                     | 1              | 2              | 4              | 2              | 1              | —              | One Love                              |
| 2009 | "World Go Round" (Busta Rhymes featuring Estelle)               | 66             | —              | —              | —              | —              | —              | Back on My B.S.                       |
| 2010 | "Rollacoasta" (Robin Thicke featuring Estelle)                  | —              | —              | —              | —              | —              | —              | Sex Therapy                           |

### Singles Promocionais
| Single                                             | Ano  | Álbum        |
| -------------------------------------------------- | ---- | ------------ |
| "Dance With Me" (Remix) (featuring Big P & Nathan) | 2005 | The 18th Day |
| "Star"                                             | 2009 | —            |